# Ага-Батир
Аґа-Батир (рос. Ага-Батыр) — селище у складі муніципального утворення «Сільське поселення Полтавська сільрада», Курський район, Ставропольський край, Росія.

## Варіанти назви
- Ага-Батирський
- Ага-Батирь
- Агабатирева[2]

## Географія
Відстань до крайового центру: 253 км; відстань до  районного центру: 21 км. 

## Населення
Чисельність населення: 1226

## Освіта
- Середня загальноосвітня школа № 14